# Alli Stumler
Alli Danielle Stumler, coniugata Linnehan (Floyds Knobs, 16 settembre 1999), è una pallavolista statunitense, schiacciatrice delle Atlanta Vibe.

## Carriera

### Club
La carriera di Alli Stumler inizia nei tornei scolastici dell'Indiana, ai quali partecipa con la Christian Academy of Indiana; parallelamente gioca anche a livello giovanile, vestendo l'uniforme dell'Union. Dopo il diploma partecipa alla lega universitaria NCAA Division I con la Kentucky: fa parte delle Wildcats dal 2018 al 2021, conquistando il titolo nel 2020 e ricevendo qualche riconoscimento individuale.
Nella stagione 2022-23 firma il suo primo contratto professionistico in Francia, dove partecipa alla Ligue A con il Neptunes de Nantes, lasciando però il club dopo qualche mese. Torna in campo in patria, dove partecipa prima all'Athletes Unlimited 2023, classificandosi al secondo posto, e poi alla Pro Volleyball Federation 2024, difendendo i colori delle Atlanta Vibe.

### Nazionale
Nel 2022 viene convocata per la prima volta nella nazionale statunitense, vincendo la medaglia d'argento alla NORCECA Final Six. 

## Palmarès

### Club
- NCAA Division I: 1

2020

### Nazionale (competizioni minori)
- NORCECA Final Six 2022

### Premi individuali
- 2019 - All-America Third Team
- 2020 - All-America First Team
- 2020 - NCAA Division I: Omaha National All-Tournament Team
- 2021 - All-America Second Team